# Debajo del agua
Debajo del agua es el quinto álbum de estudio del músico argentino Fabián Gallardo, lanzado en 2000 por el sello Barca / Entreacto. El primer sencillo fue «Estoy hablando de ella», publicado de forma comercial un par de meses antes. 

## Historia
Debajo del agua es producto del trabajo de más de dos años, en los cuales el cantante rosarino se involucró en la composición, la musicalización y las mezclas. Al igual que en anteriores oportunidades, contó con la colaboración de importantes músicos como Fito Páez, Claudia Puyó y Guillermo Vadalá.
El primer sencillo fue «Estoy hablando de ella». Al respecto, Gallardo mencionaba: "Hablo de las mujeres como una fuente de inspiración inagotable, que además son responsables de la gran mayoría de las composiciones artísticas. Es un homenaje que describe muy minuciosamente algo que tienen las mujeres y que me parece que vale la pena recordar".
Esta canción logró una importante difusión en países como Colombia, superando además el millón de visualizaciones en YouTube.
El álbum incluye un total de 11 composiciones propias, incluyendo «Tarde o temprano» con la colaboración de Jorge Risso en la letra. Como bonus track aparece una versión remix de ese mismo tema.

## Lista de canciones
Todos los temas compuestos por Fabián Gallardo excepto donde se indica.

| N.º   | Título                                   | Letras                       | Duración |  |
| 1.    | «Estoy hablando de ella»                 |                              | 4:45     |  |
| 2.    | «Amores escondidos»                      |                              | 4:26     |  |
| 3.    | «Tarde o temprano»                       | Jorge Risso, Fabián Gallardo | 4:23     |  |
| 4.    | «Brillando a través de mí»               |                              | 4:57     |  |
| 5.    | «Buscando la cruz del sur»               |                              | 4:13     |  |
| 6.    | «Voy a seguir»                           |                              | 4:35     |  |
| 7.    | «Con un alfiler»                         |                              | 3:24     |  |
| 8.    | «Tu nombre»                              |                              | 4:49     |  |
| 9.    | «Palabras del alma»                      |                              | 4:52     |  |
| 10.   | «El sueño terminó»                       |                              | 4:31     |  |
| 11.   | «Si te habla la lluvia»                  |                              | 3:59     |  |
| 12.   | «Tarde o temprano (Remix)» (Bonus Track) | Jorge Risso, Fabián Gallardo | 4:31     |  |
| 53:19 |                                          |                              |          |  |

## Músicos
- Fabián Gallardo: Guitarras, teclados, voces y coros.
- Guillermo Vadalá: Bajo.
- Ariel Pozzo: Guitarras.
- Palmo Addario: Guitarras.
- Silvio Ottolini: Batería.
- Claudio Cardone: Teclados en «Estoy hablando de ella».
- Fito Páez (citado como "Rodolfito"): Piano acústico en «Estoy hablando de ella».
- Claudia Puyó: Voz en «Estoy hablando de ella» y «Palabras del alma».
- Adrián Schinoff: Teclados.
- Ana Esquivel: Coros.[1]

## Ficha técnica
- Arreglos y producción artística: Fabián Gallardo.
- «Estoy hablando de ella»: Grabado y mezclado en noviembre de 1999 en los estudios Circo Beat, Buenos Aires, Argentina. Técnico de grabación y mezcla: Peter Baleani. Masterizado en The Garden por Elio Barbeito.
- Todos los demás tracks: baterías y bajos, grabados en estudios All Audio, todos los demás instrumentos y voces, grabados en TreS5. Técnico de grabación en All Audio: Jorge Ojeda.
- Mezclado en estudios ION en marzo de 2000. Técnico de mezcla: Jorge Da Silva.
- Masterizado en The Garden por Elio Barbeito.